# Мушич, Алеш
Алеш Мушич (словен. Aleš Mušič; род. 28 июня 1982, Любляна) — словенский хоккеист, центральный нападающий. До 2017 года играл в составе люблянской «Олимпии», пока клуб не был расформирован. Чемпион Словении сезонов 2000/01, 2001/02, 2002/03, 2003/04, 2006/07 и 2011/12. В сезоне 2017/18 выступал за венгерский «Фехервар АВ19» в чемпионате Австрии. Участник десяти чемпионатов мира (в том числе первенств мира 2008, 2013, 2015 и 2017 годов в высшем дивизионе) в составе сборной Словении.